# Scarabaeus laevifrons
Scarabaeus laevifrons är en skalbaggsart som beskrevs av Leon Fairmaire 1884. Scarabaeus laevifrons ingår i släktet Scarabaeus och familjen bladhorningar. Inga underarter finns listade i Catalogue of Life.